# Gömöri Jenő Tamás
Gömöri Jenő Tamás, születési nevén Goldstein Jenő (Privigye, 1890. október 31. – Budapest, 1967. december 6.) magyar sakkozó és költő. 1910-ig Goldstein Jenő, azután Gömöri, végül a Tamás nevet 1936-ban vette fel.

## Élete
Költő, a Modern Könyvtár 600 kötetét szerkesztette. Pozsonyban és Bécsben fejtett ki irodalmi tevékenységet. Sakk-költő. Rendszeresen jelentek meg a sakk szépségét dicsőítő költeményei a Magyar Sakkvilágban.
Goldstein Zsigmond privigyei ügyvéd és Stein Gizella gyermekeként született. 1910-ben vette fel a Gömöri nevet, a Tamást pedig 1936-ban. Magyar irodalmi szerkesztő, kiadó, költő és sakkozó volt, kiadóként ő indította el a siker útján Kosztolányi Dezsőt, segítette a karrierje kezdetén Karinthyt és Nagy Lajost, illetve ő népszerűsítette idehaza először a XX. század elejének számos külföldi íróját. Egyes források szerint ő volt Thomas Mann első magyar fordítója, s az általa megindított Modern Könyvtár 600 megjelent kötettel talán minden idők legsikeresebb hazai irodalmi könyvsorozata volt.
1909-ben lett a budapesti tudományegyetem bölcsészhallgatója, s már a rákövetkező évben elhatározta, hogy egy könyvsorozatot indít, ezzel népszerűsítendő az akkor modernnek számító irodalmi irányzatokat. Fiatal diákként ugyanis a Nyugat és a nyugatosok iránti rajongás lázában égett, ám úgy látta: a lap még kísérletet sem tesz arra, hogy megpróbálja a széles tömegekhez eljuttatni az irodalmat, köreikben is népszerűsíteni a fiatal írókat-költőket. A húszéves diák terve természetesen eleinte minden kiadót hidegen hagyott, Gömöri viszont néhány száz koronányi kölcsönből saját maga nyomatta ki az általa megindított sorozat első három kötetét – hat, általa fordított Thomas Mann-novellát, egyik egyetemi tanára két írását, valamint Kosztolányitól A szegény kisgyermek panaszait, ami a költőnek az országos sikert eredményezte.
A szerencsés indulás hamar népszerűvé tette a sorozatot az olvasók körében, de a szerzők között is, akiket a vékonyan csörgedező honoráriumért kárpótolt a nagy példányszám, és ismertségük gyors növekedése. A siker láttán már több nagy kiadó is érdeklődést mutatott a sorozat iránt, ami végül az Athenaeumnál kötött ki, félresöpörve a színről több más próbálkozó mellett még a Nyugat hasonló könyvsorozatát is. Az egy idő után már hetente új és új füzettel színre lépő Modern Könyvtárban többek között Csáth Géza, Kaffka Margit, Kosztolányi és Nagy Lajos írásai jelentek meg; külföldi szerzők közül elsőként itt jelentek meg magyarul Dosztojevszkij, Tolsztoj, Stendhal, Balzac, Ibsen, Tagore, valamint H. G. Wells és Upton Sinclair művei.
Az első világháborúban a cs. és kir. 12. gyalogezredben szolgált, 1917. február 1-gyel tartalékos hadnaggyá nevezték ki. A fronton szerkesztője volt az ezred I. zászlóaljában terjesztett frontújságnak, a Bródzsáknak. Katonai szolgálata alatt állította össze A Nagy Háború katonanótái című katonadal-gyűjteményt, amely eőször 1916-ban, majd 1918-ban jelent meg, erősen kibővítve. Mindkét kötetet az ezred rokkant alapja adta ki Nagybecskereken, a terjesztésből befolyt jövedelmet a rokkantak segélyezésére fordították.
1919 után Gömöri Pozsonyba, majd Bécsbe emigrált, ahol avantgardista irodalmi lapot indított a felvidéki magyar írók összefogására. Később hosszabb ideig Szobráncon élt, ahol megpróbálta újraindítani a könyvsorozat kiadását is, de már csökkenő sikerrel. Költészettel és (feleségével, Jaczkó Olgával közösen) regényírással is próbálkozott, de Ítéletidő című közös nagyregényük visszhangtalan maradt. 1945 után Magyarországon telepedett le, ezen belül 1946-tól kb. egy évtizeden át Solymáron élt, az irodalmi közélettől visszavonultan. Lakhelye Seres István solymári helytörténész szerint a Szabadság utcai kovácscímeres parasztház, más helyi forrás szerint egy, a közelben állt, de már lebontott öreg ház volt. Utolsó éveit Nagykovácsin töltötte, 1967. december 6-án Budapesten hunyt el.